# Viva (luchtvaartmaatschappij)
Aeroenlaces Nacionales, S.A. de C.V., opererend als Viva en voorheen als Viva Aerobus, is een Mexicaanse lagekostenluchtvaartmaatschappij. De maatschappij heeft haar belangrijkste basis op de luchthaven van Monterrey en vliegt op bestemmingen binnen alle Amerika’s.

## Geschiedenis

### Beginjaren-2010
Viva werd in 2006 opgericht als Viva Aerobus door IAMSA, het grootste busbedrijf van Mexico. Viva voert dan ook enkele pendeldiensten uit met bussen. De Ierse investeringsmaatschappij Irelandia Aviation werd medeoprichter en was de investeerder van de nieuw op te zetten maatschappij. Irelandia Aviation wordt geleid door de familie Ryan, de oprichters van onder andere Ryanair. Op 30 november 2006 voerde Viva Aerobus haar eerste vlucht uit van Monterrey naar Silao.

### 2011-heden
Viva Aerobus plaatste in 2013 een order voor 52 toestellen uit de Airbus A320-familie. Het was destijds de grootste vliegtuigorder bij Airbus ooit van een Latijns-Amerikaanse luchtvaartmaatschappij. De eerste Airbus A320neo werd in oktober 2016 afgeleverd. In november 2017 lanceerde de maatschappij haar eigen app waarin vluchten geboekt kunnen worden en online kan worden ingecheckt. Begin 2020 richtte Viva Aerobus pakketdienst Viva Cargo op voor het vervoeren van pakketten en eventuele andere vracht.
Op 1 december 2021 werd bekend dat Viva een joint venture met het Amerikaanse Allegiant Air wilde beginnen in 2023. Dat liep echter veel vertraging op, omdat het Amerikaanse department of transportation geen toestemming gaf voor de alliantie. Het is onzeker of deze samenwerking er nog gaat komen. Op 30 oktober 2024 werd een volledige rebranding doorgevoerd waarbij de naam werd veranderd van Viva Aerobus naar Viva. Ook werden een nieuw logo en een nieuw kleurenschema geïntroduceerd en werd de website aangepast.
In 2024 vervoerde de maatschappij bijna 27,7 miljoen passagiers.

## Vloot

### Huidige vloot

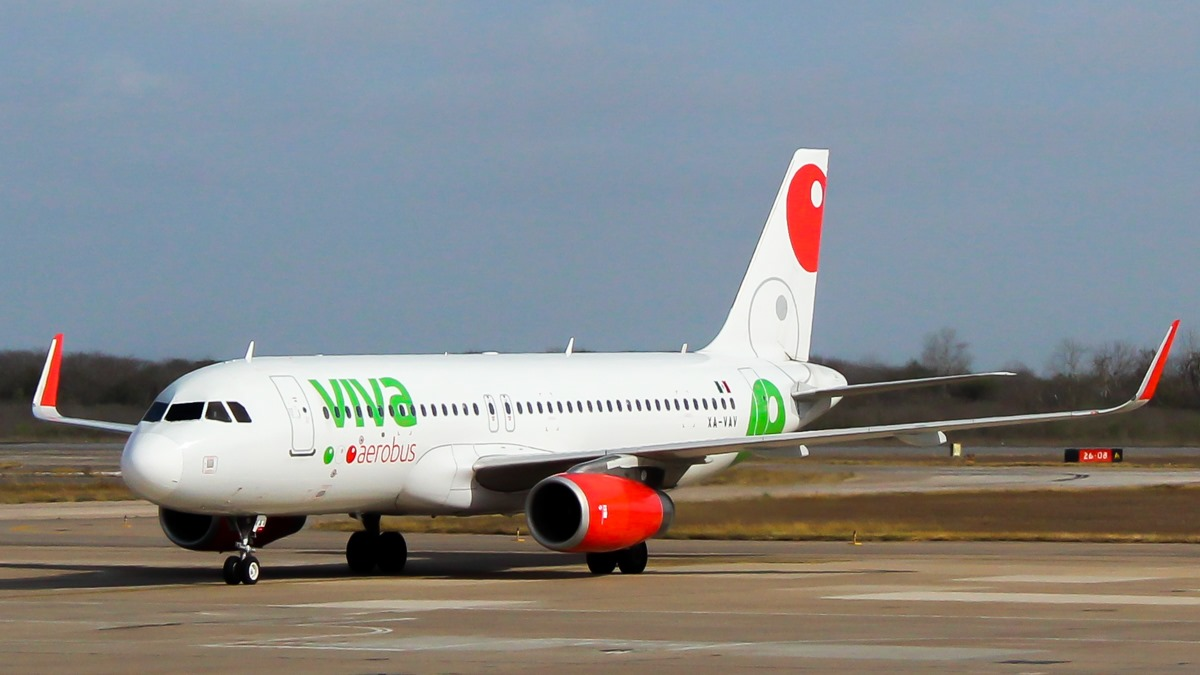
Een Airbus A320-200 van Viva

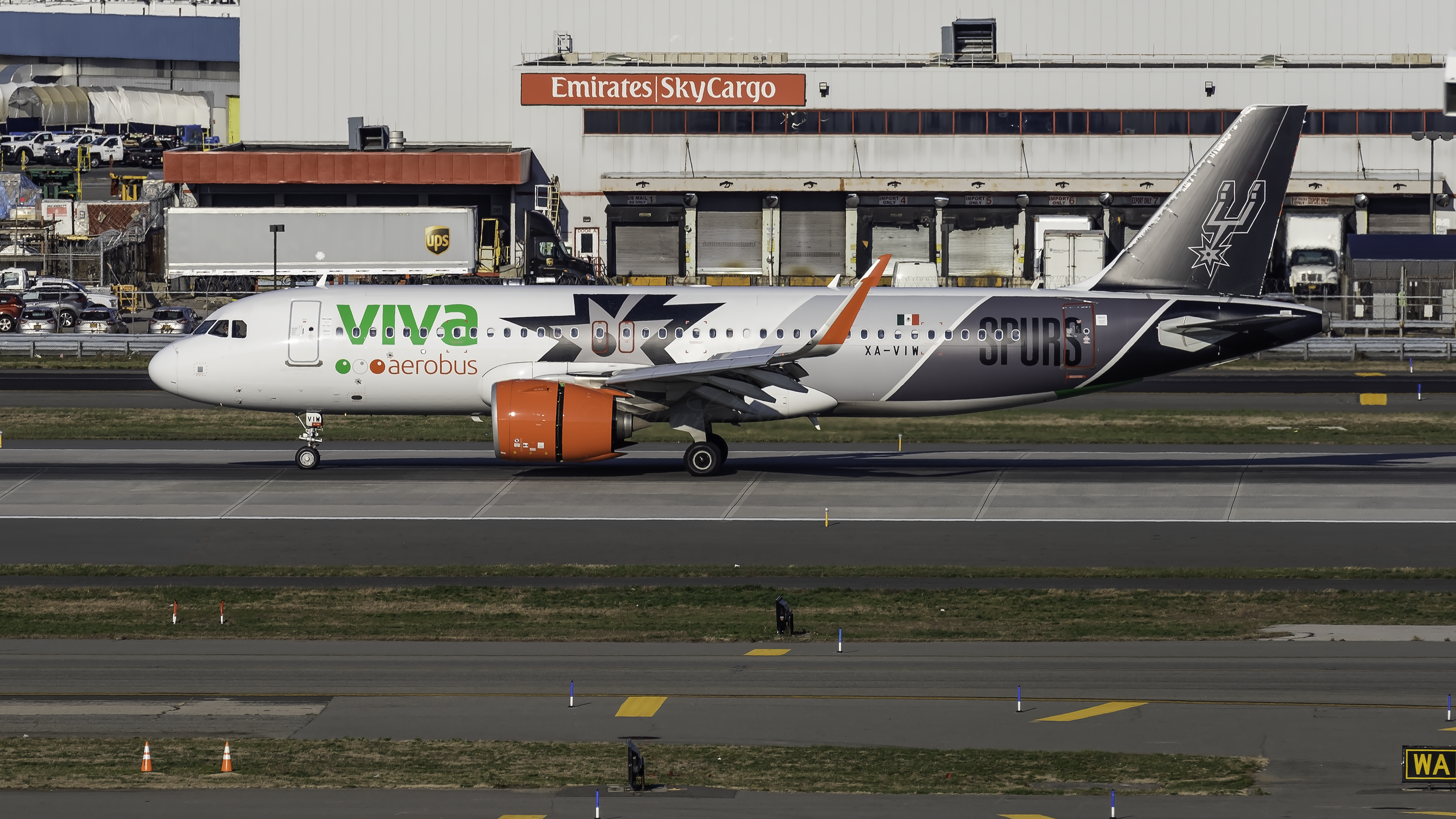
Een Airbus A320neo in speciaal kleurenschema van San Antonio Spurs

De vloot van Viva bestaat uit de volgende toestellen (januari 2025):
| Type            | In dienst | Orders | Opmerkingen                                                                |
| --------------- | --------- | ------ | -------------------------------------------------------------------------- |
| Airbus A320-200 | 55        | —      |                                                                            |
| Airbus A320neo  | 22        | —      |                                                                            |
| Airbus A321-200 | 10        | —      |                                                                            |
| Airbus A321neo  | 30        | 16     | MvO getekend voor 90 extra toestellen, maar nog geen bestelling geplaatst. |
| Totaal          | 117       | 16     |                                                                            |

### Voormalige vloot

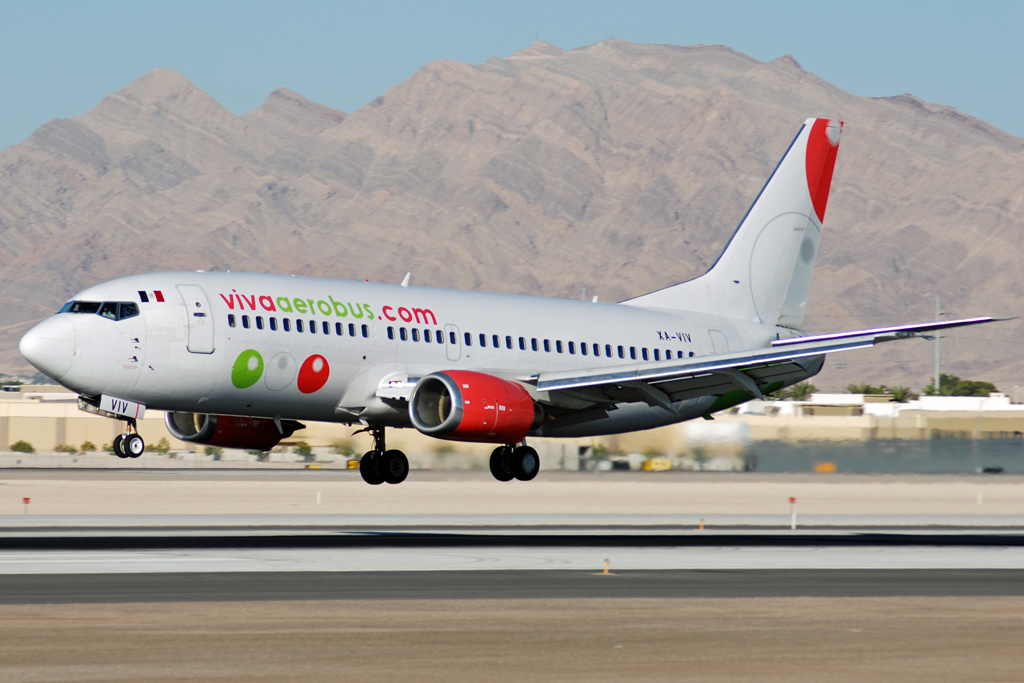
Voormalige Boeing 737-300

De vloot van Viva bestond ook uit de volgende toestellen:
| Type           | Aantal | In dienst | Uitgefaseerd | Opmerkingen |
| -------------- | ------ | --------- | ------------ | ----------- |
| Boeing 737-300 | 25     | 2006      | 2018         |             |

## Bestemmingen
Viva vliegt naar de volgende bestemmingen (januari 2025):
| Land             | Stad                 | Luchthaven                                                   | Opmerkingen            |
| ---------------- | -------------------- | ------------------------------------------------------------ | ---------------------- |
| Colombia         | Bogotá               | Aeropuerto Internacional El Dorado                           |                        |
| Cuba             | Camagüey             | Ignacio Agramonte International Airport                      |                        |
| Cuba             | Havana               | José Martí International Airport                             |                        |
| Mexico           | Acapulco             | Internationale luchthaven Generaal Juan N. Álvarez           |                        |
| Mexico           | Cancún               | Internationale luchthaven van Cancún                         | basis                  |
| Mexico           | Chetumal             | Internationale luchthaven Chetumal                           |                        |
| Mexico           | Chihuahua            | Internationale luchthaven Generaal Roberto Fierro Villalobos |                        |
| Mexico           | Ciudad Juárez        | Internationale luchthaven Abraham González                   |                        |
| Mexico           | Ciudad Obregón       | Internationale luchthaven Ciudad Obregón                     |                        |
| Mexico           | Cozumel              | Internationale luchthaven van Cozumel                        |                        |
| Mexico           | Culiacán             | Internationale luchthaven Culiacán                           |                        |
| Mexico           | Guadalajara          | Internationale luchthaven Don Miguel Hidalgo y Costilla      | basis                  |
| Mexico           | Hermosillo           | Internationale luchthaven Generaal Ignacio L. Pesqueira      |                        |
| Mexico           | La Paz               | Internationale luchthaven Manuel Márquez de León             |                        |
| Mexico           | Los Mochis           | Internationale luchthaven Federal del Valle del Fuerte       |                        |
| Mexico           | Matamoros            | Internationale luchthaven Generaal Servando Canales          |                        |
| Mexico           | Mazatlán             | Internationale luchthaven Generaal Rafael Buelna             |                        |
| Mexico           | Mérida               | Internationale luchthaven Manuel Crescencio Rejón            | basis                  |
| Mexico           | Mexicali             | Internationale luchthaven Generaal Rodolfo Sánchez Taboada   |                        |
| Mexico           | Mexico-Stad          | Internationale luchthaven Generaal Felipe Ángeles            | basis                  |
| Mexico           | Mexico-Stad          | Internationale luchthaven van Mexico-Stad                    | basis                  |
| Mexico           | Monterrey            | Internationale luchthaven Generaal Mariano Escobedo          | basis                  |
| Mexico           | Morelia              | Internationale luchthaven Generaal Francisco Mujica          |                        |
| Mexico           | Nuevo Laredo         | Internationale luchthaven Quetzalcóatl                       |                        |
| Mexico           | Oaxaca               | Internationale luchthaven Xoxocotlán                         |                        |
| Mexico           | Puebla               | Internationale luchthaven van Puebla                         |                        |
| Mexico           | Puerto Escondido     | Internationale luchthaven Puerto Escondido                   |                        |
| Mexico           | Puerto Vallarta      | Internationale luchthaven Licenciado Gustavo Díaz Ordaz      |                        |
| Mexico           | Querétaro            | Intercontinentale luchthaven Querétaro                       |                        |
| Mexico           | Reynosa              | Internationale luchthaven Generaal Lucio Blanco              |                        |
| Mexico           | San José del Cabo    | Internationale luchthaven Los Cabos                          | basis                  |
| Mexico           | Santa María Huatulco | Internationale luchthaven Bahías de Huatulco                 |                        |
| Mexico           | Silao de la Victoria | Internationale luchthaven Bajío                              |                        |
| Mexico           | Tampico              | Internationale luchthaven Generaal Francisco Javier Mina     |                        |
| Mexico           | Tapachula            | Internationale luchthaven Tapachula                          |                        |
| Mexico           | Tijuana              | Internationale luchthaven Tijuana                            | basis                  |
| Mexico           | Toluca               | Internationale luchthaven Licenciado Adolfo López Mateos     |                        |
| Mexico           | Torreón              | Internationale luchthaven Torreón Francisco Sarabia          |                        |
| Mexico           | Tulum                | Internationale luchthaven Felipe Carrillo Puerto             |                        |
| Mexico           | Tuxtla Gutiérrez     | Internationale luchthaven Ángel Albino Corzo                 |                        |
| Mexico           | Veracruz             | Internationale luchthaven Generaal Heriberto Jara            |                        |
| Mexico           | Villahermosa         | Internationale luchthaven Carlos Rovirosa Pérez              |                        |
| Mexico           | Zacatecas            | Internationale luchthaven Generaal Leobardo C. Ruiz          | Seizoensgebonden       |
| Mexico           | Zihuatanejo          | Internationale luchthaven Ixtapa-Zihuatanejo                 |                        |
| Verenigde Staten | Austin               | Austin-Bergstrom International Airport                       |                        |
| Verenigde Staten | Chicago              | O'Hare International Airport                                 |                        |
| Verenigde Staten | Cincinnati           | Cincinnati/Northern Kentucky International Airport           | Seizoensgebonden       |
| Verenigde Staten | Columbus             | John Glenn Columbus International Airport                    | Vanaf 15 februari 2025 |
| Verenigde Staten | Dallas               | Dallas/Fort Worth International Airport                      |                        |
| Verenigde Staten | Denver               | Internationale luchthaven Denver                             |                        |
| Verenigde Staten | Houston              | George Bush Intercontinental Airport                         |                        |
| Verenigde Staten | Las Vegas            | Harry Reid International Airport                             |                        |
| Verenigde Staten | Los Angeles          | Los Angeles International Airport                            |                        |
| Verenigde Staten | Memphis              | Internationale luchthaven Memphis                            | Hervat 31 mei 2025     |
| Verenigde Staten | Miami                | Internationale Luchthaven Miami                              |                        |
| Verenigde Staten | Nashville            | Nashville International Airport                              |                        |
| Verenigde Staten | Newark               | Newark Liberty International Airport                         | Seizoensgebonden       |
| Verenigde Staten | New York             | John F. Kennedy International Airport                        |                        |
| Verenigde Staten | Oakland              | Internationale luchthaven van San Francisco Bay Oakland      |                        |
| Verenigde Staten | Orlando              | Orlando International Airport                                |                        |
| Verenigde Staten | San Antonio          | San Antonio International Airport                            |                        |

### Codeshare-overeenkomsten
Viva onderhoudt codeshare-overeenkomsten met de volgende luchtvaartmaatschappijen:
- Iberia[27][28]

### Interline-overeenkomsten
Viva onderhoudt tevens interline-overeenkomsten met de volgende luchtvaartmaatschappijen:
- Avianca[29][30]
- Air Canada[31][32]
- Emirates[33][34]

## Incidenten en ongevallen
- Op 18 maart 2021 zakte het neuswiel van een Airbus A320-232 in tijdens het draaien op de startbaan van de luchthaven van Puerto Vallarta.[35][36] De 133 inzittenden konden het toestel veilig verlaten via de noodglijbaan, maar het vliegtuig met registratie XA-VAZ werd afgeschreven.[37]